# Charly-sur-Marne
Charly-sur-Marne és un municipi francès situat al departament de l'Aisne i a la regió dels Alts de França. L'any 2007 tenia 2.703 habitants.

## Demografia

### Població
El 2007 la població de fet de Charly-sur-Marne era de 2.703 persones. Hi havia 1.068 famílies de les quals 324 eren unipersonals (132 homes vivint sols i 192 dones vivint soles), 296 parelles sense fills, 332 parelles amb fills i 116 famílies monoparentals amb fills.
La població ha evolucionat segons el següent gràfic:
Habitants censats

### Habitatges
El 2007 hi havia 1.201 habitatges, 1.084 eren l'habitatge principal de la família, 27 eren segones residències i 90 estaven desocupats. 780 eren cases i 420 eren apartaments. Dels 1.084 habitatges principals, 571 estaven ocupats pels seus propietaris, 494 estaven llogats i ocupats pels llogaters i 20 estaven cedits a títol gratuït; 28 tenien una cambra, 167 en tenien dues, 194 en tenien tres, 263 en tenien quatre i 432 en tenien cinc o més. 617 habitatges disposaven pel capbaix d'una plaça de pàrquing. A 573 habitatges hi havia un automòbil i a 332 n'hi havia dos o més.

### Piràmide de població
La piràmide de població per edats i sexe el 2009 era:
| Homes | Edats   | Dones |
| ----- | ------- | ----- |
| 0     | 95 o +  | 8     |
| 2     | 90 a 94 | 19    |
| 4     | 85 a 89 | 29    |
| 4     | 80 a 84 | 22    |
| 34    | 75 a 79 | 63    |
| 63    | 70 a 74 | 52    |
| 48    | 65 a 69 | 50    |
| 25    | 60 a 64 | 56    |
| 47    | 55 a 59 | 28    |
| 96    | 50 a 54 | 69    |
| 112   | 45 a 49 | 126   |
| 111   | 40 a 44 | 121   |
| 66    | 35 a 39 | 102   |
| 69    | 30 a 34 | 52    |
| 95    | 25 a 29 | 117   |
| 109   | 20 a 24 | 96    |
| 104   | 15 a 19 | 140   |
| 86    | 10 a 14 | 100   |
| 74    | 5 a 9   | 75    |
| 74    | 0 a 4   | 87    |

## Economia
El 2007 la població en edat de treballar era de 1.719 persones, 1.230 eren actives i 489 eren inactives. De les 1.230 persones actives 1.096 estaven ocupades (603 homes i 493 dones) i 134 estaven aturades (58 homes i 76 dones). De les 489 persones inactives 159 estaven jubilades, 141 estaven estudiant i 189 estaven classificades com a «altres inactius».

### Ingressos
El 2009 a Charly-sur-Marne hi havia 1.076 unitats fiscals que integraven 2.631 persones, la mediana anual d'ingressos fiscals per persona era de 17.548 €.

### Activitats econòmiques
Dels 132 establiments que hi havia el 2007, 3 eren d'empreses extractives, 8 d'empreses alimentàries, 3 d'empreses de fabricació d'altres productes industrials, 17 d'empreses de construcció, 30 d'empreses de comerç i reparació d'automòbils, 3 d'empreses de transport, 5 d'empreses d'hostatgeria i restauració, 4 d'empreses financeres, 8 d'empreses immobiliàries, 11 d'empreses de serveis, 28 d'entitats de l'administració pública i 12 d'empreses classificades com a «altres activitats de serveis».
Dels 46 establiments de servei als particulars que hi havia el 2009, 1 era una oficina d'administració d'Hisenda pública, 1 gendarmeria, 1 oficina de correu, 4 oficines bancàries, 1 funerària, 3 tallers de reparació d'automòbils i de material agrícola, 1 autoescola, 5 paletes, 4 guixaires pintors, 3 lampisteries, 2 electricistes, 2 empreses de construcció, 5 perruqueries, 4 restaurants, 5 agències immobiliàries, 3 tintoreries i 1 saló de bellesa.
Dels 19 establiments comercials que hi havia el 2009, 3 eren supermercats, 2 grans superfícies de material de bricolatge, 1 una botiga de més de 120 m², 4 fleques, 1 una fleca, 1 una peixateria, 2 botigues de roba, 2 botigues de material esportiu, 2 drogueries i 1 una joieria.
L'any 2000 a Charly-sur-Marne hi havia 98 explotacions agrícoles que ocupaven un total de 1.400 hectàrees.

## Equipaments sanitaris i escolars
El 2009 hi havia 2 farmàcies i 2 ambulàncies.
El 2009 hi havia 1 escola maternal i 1 escola elemental. Charly-sur-Marne disposava d'un col·legi d'educació secundària amb 677 alumnes.

## Poblacions més properes
El següent diagrama mostra les poblacions més properes.